# Zdenko Feyfar
Zdenko Feyfar, křtěný Zdenko Jaroslav Mořic (2. března 1913, Jilemnice – 3. února 2001, Lomnice nad Popelkou) byl český fotograf.

## Život
Narodil se v rodině lékaře a amatérského fotografa MUDr. Jaroslava Feyfara v Jilemnici v Podkrkonoší. Po absolvování jilemnického gymnázia v roce 1933 odešel studovat na lékařskou fakultu Univerzity Karlovy v Praze. Po uzavření českých vysokých škol v roce 1939 pracoval krátce jako úředník v bance. V letech 1940–1943 vystudoval obor fotografie na Státní grafické škole v Praze, kam jej přivedl a kde ho učil Jaromír Funke. K jeho profesorům patřil také Josef Ehm a Rudolf Skopec. Po ukončení studia pracoval do konce války jako filmový fotograf v barrandovských ateliérech.
V roce 1945 se vrátil na Státní grafickou školu jako profesor. Vyučoval tam do roku 1951. V roce 1949 se stal členem Spolku výtvarných umělců Mánes, v r. 1950 členem Svazu československých výtvarných umělců a roku 1958 členem skupiny průmyslových výtvarníků Umělecké besedy.

## Tvorba
Hlavními motivy fotografií Zdenko Feyfara jsou Krkonoše a Praha. Fotografie Prahy někdy zhotovoval v neobvyklém úzkém formátu na výšku v protikladu k horizontálně komponovaným krajinám. Feyfarovy Kachničky u Mánesa přiměly Ludvíka Součka v roce 1956 k napsání dlouhého článku do Československé fotografie a staly se ve své době symbolem přerodu české fotografie. Zdenko Feyfar fotografoval rovněž portréty, květiny, Šumavu, krajinu východních a středních Čech a na zahraničních cestách (Egypt, Libanon, Sýrie, Rakousko, Švýcarsko).
Fotografie Zdenko Feyfara jsou zastoupeny ve sbírkách Muzea hlavního města Prahy, Uměleckoprůmyslového muzea v Praze, Moravské galerie v Brně, ve sbírce Svazu českých fotografů a Krkonošského muzea v Jilemnici.

### Publikace (výběr)
- FEYFAR, Zdenko. Krkonoše. 1. vyd. Praha: Orbis, 1961. Soubor 156 černobílých fotografií.
- FEYFAR, Zdenko. Krkonoše. 2. vyd. Praha: Orbis, 1964. Rozšířené vydání.
- EINHORN, Erich; FEYFAR, Zdenko. Střední Čechy. Praha: Středočeské nakladatelství a knihkupectví, 1970.
- FEYFAR, Zdenko. Krkonoše. Praha: Orbis, 1976. Soubor černobílých a barevných fotografií.
- FEYFAR, Zdenko. Labské pískovce. Praha: ČTK-Pressfoto, 1981.
- FEYFAR, Zdenko. Východočeský kraj: Semilsko. Praha: Kruh, 1984.

### Výstavy (výběr)

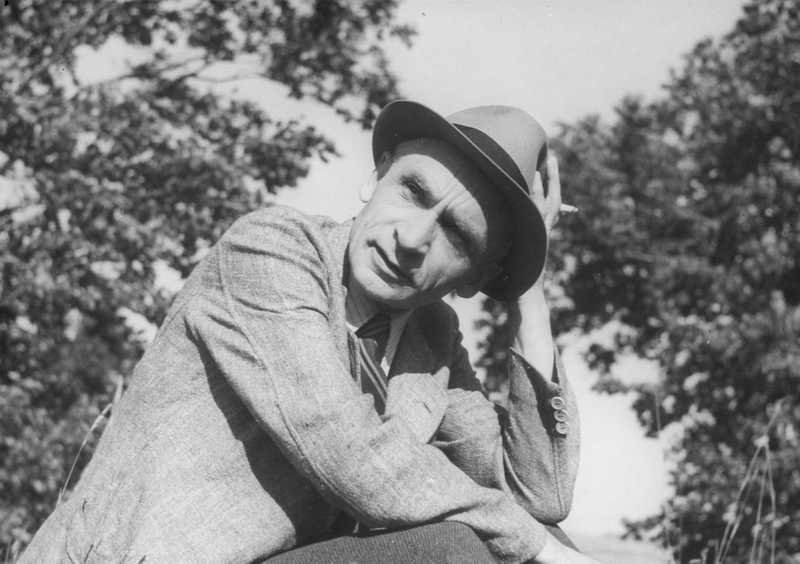
Spisovatel Jan Weiss, asi 1942

- 1952 – účast na III. členské výstavě Mánesu, Praha
- 1957 – první samostatná výstava v Jilemnici
- 1958 – Světová výstava EXPO 58 v Bruselu (stříbrná medaile za fotografie Krkonoš)
- 1957–1975 – výstavy Spolku Mánes a Svazu československých výtvarných umělců
- 1960 – výstavy v československých zahraničních kulturních střediscích (Berlín, Varšava, Budapešť, Káhira, Jakarta)
- 1966 – samostatná výstava ve Vídni
- 1983 – samostatná výstava Zdenko Feyfara: Fotografie 1932–82, Galerie d, Praha
- 1986 – výstava Hory a květy Československa viděné objektivem Zdenko Feyfara, Neapol
- 1997 – Malostranští fotografové, Obecní galerie Beseda, Praha
- 1998 – Jubilanti Mánesa, Muzeum a Pojizerská galerie, Semily
- 1999 – Malostranský portrét, Obecní galerie Beseda, Praha
- 2001 – Fotografie jako umění v Československu 1959–1968, Moravská galerie, Brno
- 2005 – Česká fotografie 20. století, Uměleckoprůmyslové muzeum a Městská knihovna, Praha
- 2013 – Zdenko Feyfar – neznámý i známý, Muzeum hlavního města Prahy
- 2013 – Objektivem Zdenko Feyfara, Krkonošské muzeum v Jilemnici
- Muzeum bratří Čapků v Malých Svatoňovicích – stálá expozice[5]
- Muzeum umění a designu Benešov – stálá expozice Osobnosti české fotografie 20. století[5]

### Výběr z fotografií
- Hraběnka M. Valdštejnová ve 104 letech, 1955
- Před východem slunce nad Labským dolem, 1956
- Kachničky u Mánesa, 1956
- Melantrichova ulice v Praze, 1958
- Egypťanka s nádobou na hlavě, 1959
- 10 000 m nad mořem, 1959
- Vorarlberg, 1966